# مردی به نام اتو
مردی به نام اتو (به انگلیسی: A Man Called Otto) یک فیلم کمدی-درام آمریکایی محصول سال ۲۰۲۲ به کارگردانی مارک فورستر بر اساس فیلمنامه‌ای از دیوید مگی است. این دومین اقتباس سینمایی از رمان مردی به نام اوه محصول سال ۲۰۱۲ اثر فردریک بکمن، و بازسازی آمریکایی فیلم سوئدی به همین نام در سال ۲۰۱۵ به نویسندگی و کارگردانی هانس هولم است. در این فیلم تام هنکس در نقش اصلی همراه با ماریانا تروینیو، ریچل کلر و مانوئل گارسیا-رولفو بازی می‌کند.
این فیلم اکران محدودی را در ۳۰ دسامبر ۲۰۲۲ آغاز کرد، قبل از اکران گسترده در ایالات متحده در ۱۳ ژانویه ۲۰۲۳. این فیلم با نقدهای متفاوتی از سوی منتقدان مواجه شد و در سراسر جهان بیش از ۱۱۳ میلیون دلار فروش داشته‌است.

## داستان
فیلم ماجراهای بیوه مردی بدخلق و منزوی با نام اتو را دنبال می‌کند که دارای اصول اخلاقی غیرقابل تغییر، عادات روزمره خاص و شخصیتی زودرنج است. اتو با همه ساکنان محله مشکل دارد و با تیزبینی همه را زیر نظر می‌گیرد. درست وقتی که به‌نظر می‌رسد اتو از زندگی قطع امید کرده‌است، با بی‌میلی وارد رابطه‌ای غیرمنتظره با همسایگان جدیدش می‌شود. او کم‌کم دچار دگرگونی‌های ظریفی می‌شود، اما آیا واقعاً قادر به تغییر خواهد بود؟

## تولید
فیلمبرداری در پیتسبرگ، پنسیلوانیا در فوریه ۲۰۲۲ آغاز شد. در ماه مه ۲۰۲۲ بسته شد.

## گویندگان(دوبله)
دوبله این فیلم در زمستان سال 1401 به مدیریت رزیتا یاراحمدی و صدابرداری فرشید فرجی در واحد دوبلاژ تلویزیون انجام شد و در نهایت از شبکه نمایش پخش شد.
| بازیگر         | نقش               | دوبلور          |
| -------------- | ----------------- | --------------- |
| تام هنکس       | اتو آندرسون       | ژرژ پطروسی      |
| ترومن هنکس     | اتو آندرسون(جوان) | امیرمحمد صمصامی |
| ماریانا تروینو | ماریسول           | نازنین یاری     |
| ریچل کلر       | سونیا             | آزیتا یاراحمدی  |
| مک بایدا       | مالکوم            | علی بیگ محمدی   |
| کامرون بریتون  | جیمی              | دانیال الیاسی   |

## پاسخ انتقادی
در متاکریتیک، که از میانگین وزنی استفاده می‌کند، بر اساس ۳۶ منتقد، امتیاز ۵۱ از ۱۰۰ را به فیلم اختصاص داد که نشان‌دهنده «بررسی‌های مختلط یا متوسط» است. تماشاگرانی که توسط سینماسکور مورد بررسی قرار گرفتند به فیلم نمره متوسط "A" را در مقیاس A+ تا F دادند، در حالی که پست‌ترک نمره کلی مثبت ۹۳٪ را به فیلم داد و ۷۶٪ گفتند که قطعاً آن را توصیه می‌کنند.